# Дженсен, Эван
Э́ван Дже́нсен (англ. Evan Jensen; род. 9 декабря 1991, Медфорд, Висконсин) — американский кёрлингист.
В составе мужской сборной США участник зимней Универсиады 2015.

## Достижения
- Чемпионат США по кёрлингу среди смешанных команд: бронза (2023).

## Команды
| Сезон                                        | Четвёртый      | Третий         | Второй       | Первый         | Запасной                                 | Турниры               |
| -------------------------------------------- | -------------- | -------------- | ------------ | -------------- | ---------------------------------------- | --------------------- |
| 2011—12                                      | Эван Дженсен   | Zachary Taylor | Ron Bichler  | Kelly Traska   | Ben Miller                               | ЧСШАЮ 2012 (4 место)  |
| 2012—13                                      | Эван Дженсен   | Daniel Metcalf | Dan Ruehl    | Стивен Гебауэр |                                          |                       |
| 2013—14                                      | Mark Willmert  | Эван Дженсен   | Dan Ruehl    | Daniel Metcalf |                                          |                       |
| 2014—15                                      | Стивен Дропкин | Блейк Мортон   | Кайл Какела  | Эван Дженсен   | Кельвин Вебер (ЗУ) тренер: Keith Dropkin | ЗУ 2015 (8 место)     |
| Кёрлинг для смешанных команд (mixed curling) |                |                |              |                |                                          |                       |
| 2022—23                                      | Питер Столт    | Морин Столт    | Эван Дженсен | Kim Roden      |                                          | ЧСШАСК 2023           |
| 2024—25                                      | Питер Столт    | Морин Столт    | Эван Дженсен | Sarah Lehman   | тренер: Jason Perreira                   | ЧСШАСК 2025 (8 место) |

(скипы выделены полужирным шрифтом)